# 纽格莱奇墓
纽格莱奇墓（Newgrange），位于爱尔兰东北部的米斯郡（County Meath），是博因河河曲地区的一座通道式坟墓。是爱尔兰最为著名的史前坟墓之一。是世界文化遗产博因宮考古遗址的一部分。

## 历史
纽格莱奇墓被认为大约建造于新石器时代的公元前3200年左右，是由一群在博因河谷从事农业耕作的人类建造的。
凯尔特人到来后，纽格莱奇墓被认为是他们的神的居所。博因河曲在凯尔特神话中经常出现。作为神的居所，它也被公元3世纪时的罗马人崇拜。他们的贡品钱币珠宝等都在石堆的顶上被发掘出来。
在1142年，基督徒建立了梅利丰特修道院。纽格莱奇墓附近的土地成为了修道院的地产，这座坟墓和附近的小镇也得名于此。
1699年后，墓室被打开，纽格莱奇墓成为重要考古遗址。但直到1962年，才对纽格莱奇墓进行了第一次科学的发掘。发掘之后，内部的通道被弄直，再附上了看不见的第二条通道，以减轻顶上石堆的压力，以免崩塌。原先用白色石英建成的正面被重建，用的是在遗址找到的石头。重建正面的高度和角度都是从倒塌的拥壁上测得的。

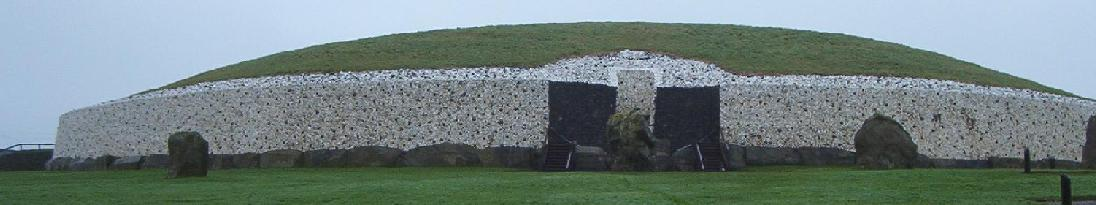

## 墓室
纽格莱奇的墓室通道大约有60英尺长，通向一个有三个凹室（recess）的房间。墓室以完整的密封的拱顶支撑。覆盖墓室的石冢大约有20万吨重，由97块巨石组成的地基支撑。
作为典型的爱尔兰史前通道式坟墓，右侧凹室的入口是最大的也是装饰最华丽的。在这个凹室里有两个石盆，一个套着另一个。外面的那个石盆是新石器时代匠人的杰作典范，使用一整块坚硬的花岗岩雕成的。而另两个凹室，则是用砂岩雕成的。考古学家认为这些石盆曾经放过死者的遗体。
由于在科学的发掘前，有盗墓贼光顾过这座坟墓，并不清楚最初有多少人被葬在这座墓中。后来又发掘出五具遗体，但可能最初葬下的人更多。许多骨头都被火化过，只有一小部分没被火化。另外从墓中出土的人造物品包括有骨质的珠子、垂饰、磨光的石球。毫无疑问，这些物品在葬礼仪式中都有特殊用途。如果没有盗墓贼光顾过的话，出土文物会更为可观。

## 石圈

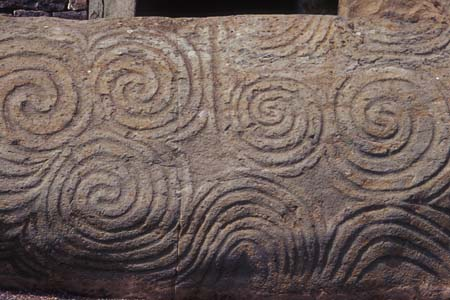
入口处巨石上的雕刻

一圈12块竖立的巨石围绕着纽格莱奇墓。也许原本还有更多，但如果这样的话，它们也在很久以前就被搬走了。对圆形木结构的发掘表明石圈大约是在公元前2000年后被竖立起来的。石圈的用途并不清楚，有的研究认为有天文用途。但不论怎么样，石圈都是纽格莱奇墓建造的最后一步。
这些石头上刻着许多谜一般的图案，有螺旋形、菱形、三角形、平行线或是弧形。对于这些图案，历来说法不一，有认为是星象，也有认为是当地的地图。但无论如何，这些石刻都是欧洲史前巨石艺术最好的杰作之一。

## 奇特现象
在纽格莱奇墓的入口上方，有一个像窗一样的开口。这个开口会产生一种奇特的现象。在冬至时，它可以让阳光照进墓室。
在12月19日至23日的黎明，一束狭窄的阳光穿过入口上方的开口，射入墓室。随着太阳的升高，光束越来越宽，最后整个墓室都充满阳光。这个奇特的现象持续17分钟左右，大约是8点58分到9点15分。
结合天文学上的研究，从这个现象可以得知纽格莱奇墓的建造比埃及金字塔早约500年，比巨石阵早约1000年。这可能反映了建造者要表达新的一年的开端，或是生对死的胜利。
每年冬至时，都会有人像几千年的人们一样，在墓中等待阳光的射入，要感受在一年最长的一个夜晚终于过去太阳终于升起的场面。但可惜的是，往往由于天气原因，而看不到这种奇特的现象。

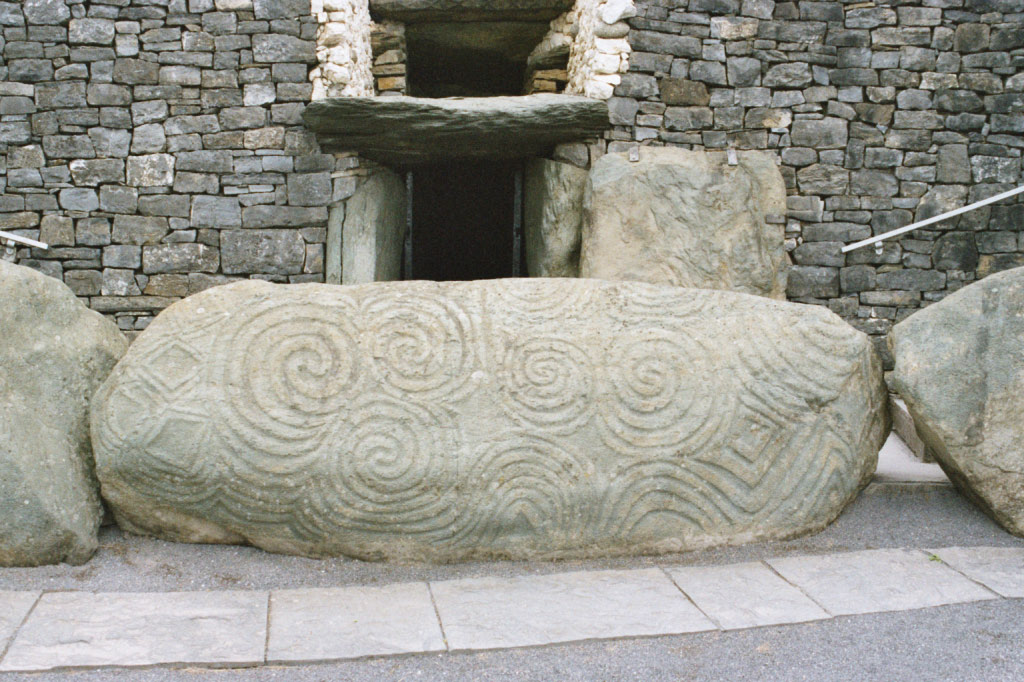
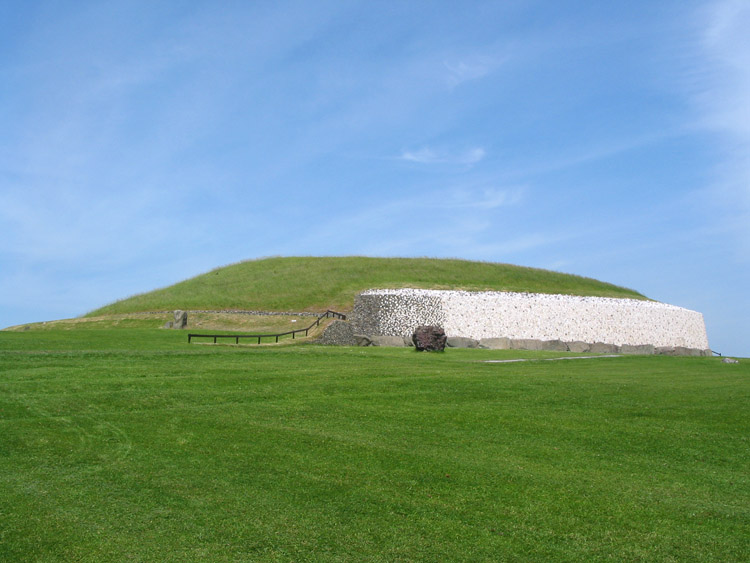
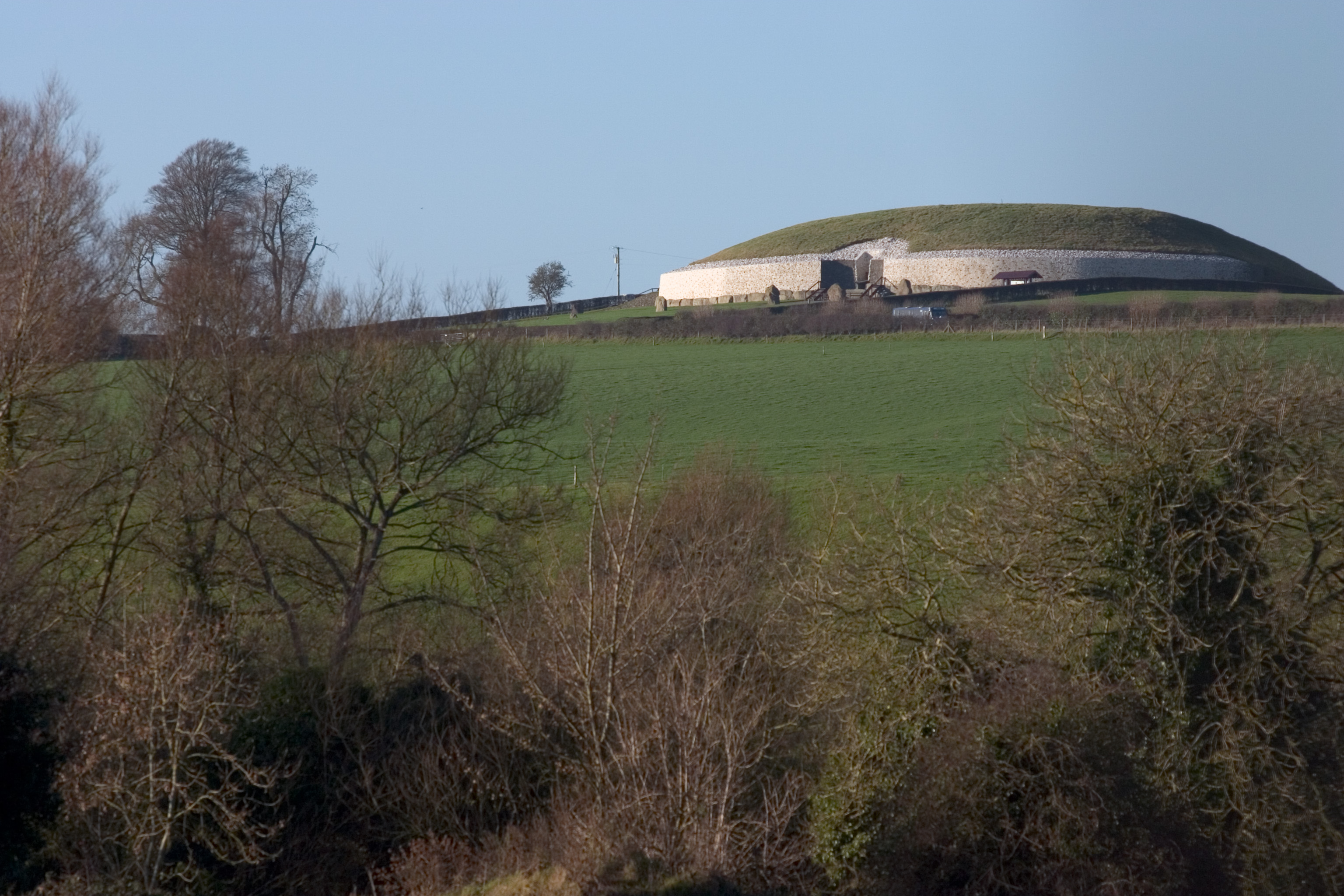
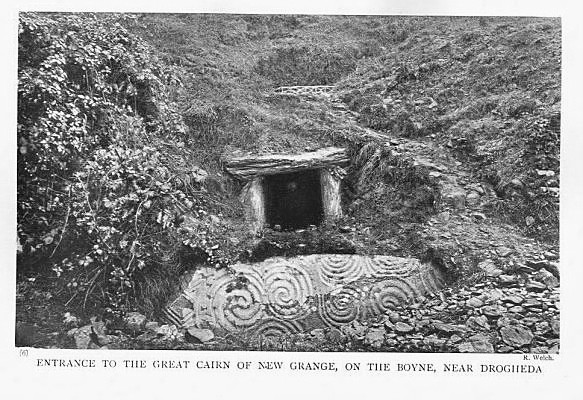
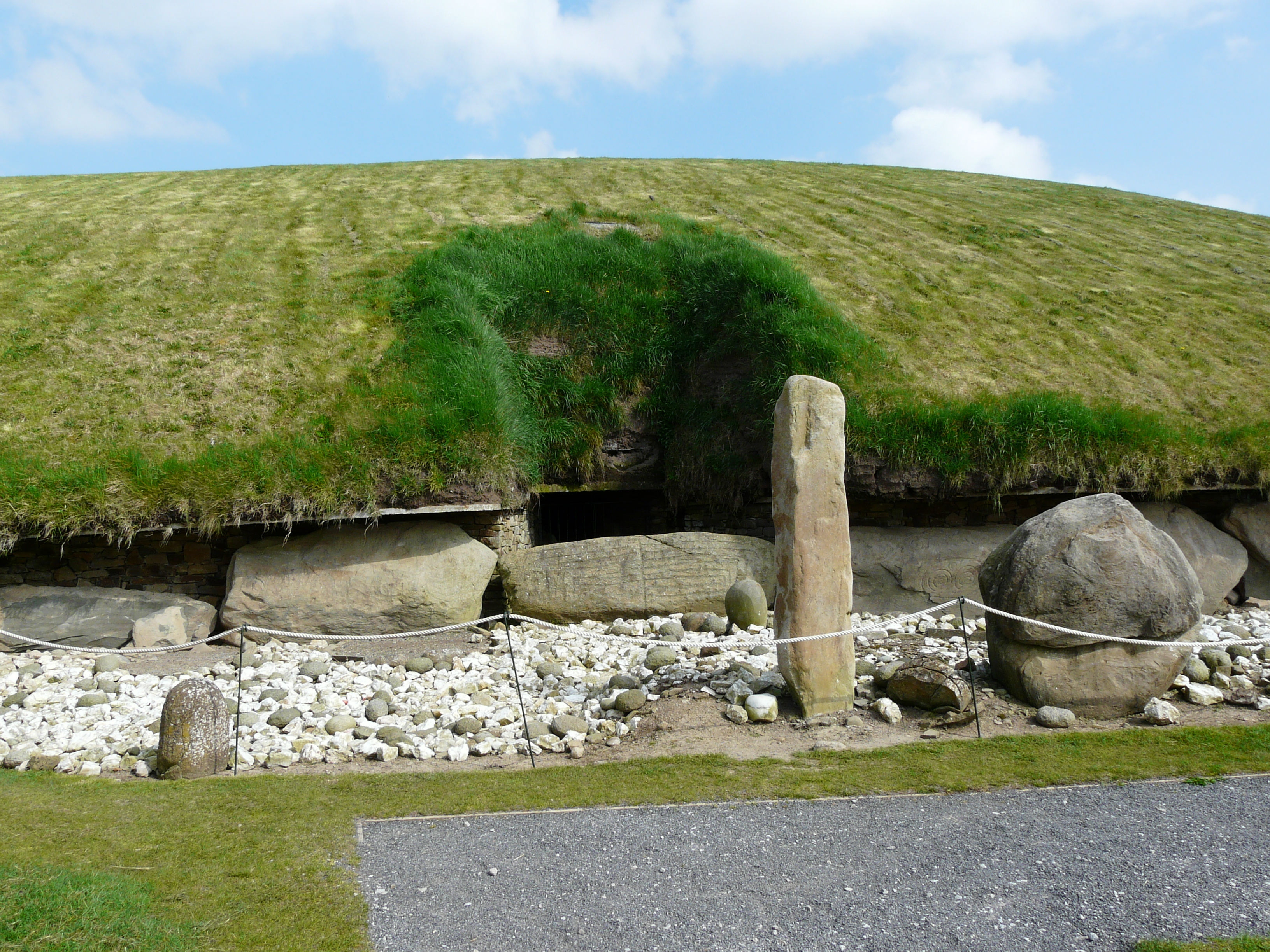
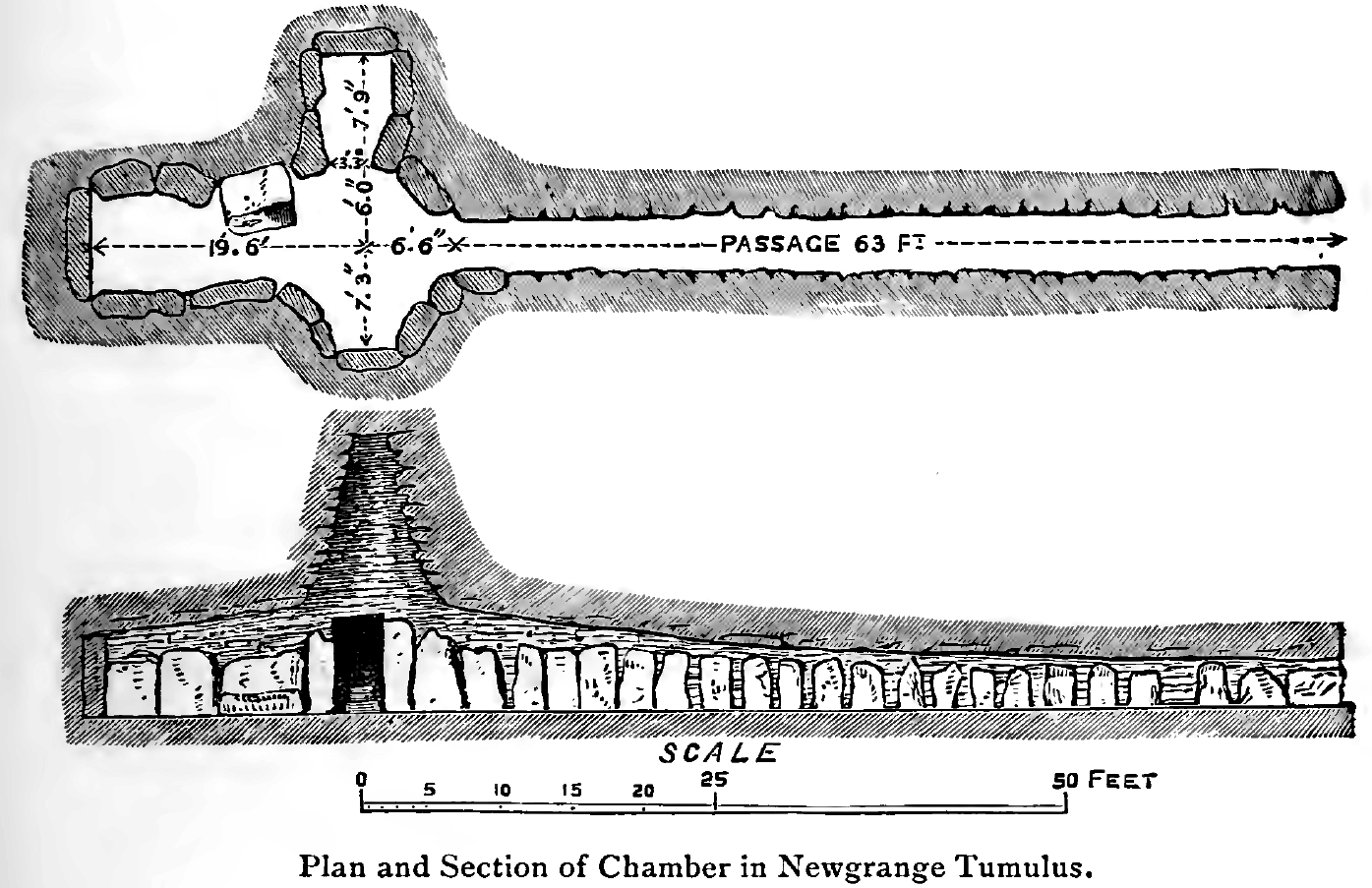